# Тянь Тао
Тянь Тао (кит.: 田涛; піньїнь: Tián Tāo, нар. 8 квітня 1994, Хубей, Китай) — китайський важкоатлет, срібний призер Олімпійських ігор 2016 року.

## Результати
| Рік              | Місце                    | Вага             | Ривок            | Ривок            | Ривок            | Ривок            | Поштовх          | Поштовх          | Поштовх          | Поштовх          | Загалом          | Місце            |
| Рік              | Місце                    | Вага             | 1                | 2                | 3                | Місце            | 1                | 2                | 3                | Місце            | Загалом          | Місце            |
| Олімпійські ігри | Олімпійські ігри         | Олімпійські ігри | Олімпійські ігри | Олімпійські ігри | Олімпійські ігри | Олімпійські ігри | Олімпійські ігри | Олімпійські ігри | Олімпійські ігри | Олімпійські ігри | Олімпійські ігри | Олімпійські ігри |
| ---------------- | ------------------------ | ---------------- | ---------------- | ---------------- | ---------------- | ---------------- | ---------------- | ---------------- | ---------------- | ---------------- | ---------------- | ---------------- |
| 2016             | Ріо-де-Жанейро, Бразилія | 85 кг            | 173              | 178              | 178              | 2                | 210              | 210              | 217              | 2                | 395              | 2                |
| Чемпіонат світу  |                          |                  |                  |                  |                  |                  |                  |                  |                  |                  |                  |                  |
| 2015             | Х'юстон, США             | 85 кг            | 173              | 178              | 178              | 1                | 211              | 211              | 211              | --               | --               | --               |
| 2014             | Алмати, Казахстан        | 85 кг            | 165              | 170              | 175              | 6                | 205              | 211              | 219              | 5                | 375              | 6                |
| 2013             | Вроцлав, Польща          | 85 кг            | 160              | 165              | 165              | 9                | --               | --               | --               | --               | --               | --               |